# Resultados da Liga dos Campeões da CONCACAF 2008-09

## Chave 1
| 29 de agosto de 2008 | Deportivo Jalapa | 1 – 0 | San Francisco | Estadio Las Flores, Jalapa             |
| 1:00 UTC-3           | Castillo 16'     |       |               | Público: 1,500 Árbitro: Ricardo Zelaya |

| 4 de setembro de 2008 | San Francisco                             | 5 – 0 | Deportivo Jalapa | Estadio Agustín Sánchez, La Chorrera       |
| 22:00 UTC-3           | Zapata 8' 75' · Perez 10' · Solis 17' 73' |       |                  | Público: 1,000 Árbitro: Hugo León Guajardo |

## Chave 2
| 26 de agosto de 2008 | Joe Public               | 2 – 1 | New England Revolution  | Marvin Lee Stadium, Tunapuna              |
| 21:00 UTC-3          | Richardson 51' · Gay 70' |       | Maurício Castro 76' (P) | Público: 2,100 Árbitro: Courtney Campbell |

| 2 de setembro de 2008 | New England Revolution | 0 – 4 | Joe Public                          | Gillette Stadium, Massachusetts        |
| 21:00 UTC-3           |                        |       | Richardson 16' 45' 81' · Nelson 48' | Público: 4,000 Árbitro: Steven Depiero |

## Chave 3
| 28 de agosto de 2008 | LD Alajuelense | 1 – 1 | Puerto Rico Islanders | Estádio Alejandro Morera Soto, Alajuela |
| 1:00 UTC-3           | Fernandez 29'  |       | Telesford 64'         | Público: 900 Árbitro: Elmer Bonilla     |

| 3 de setembro de 2008 | Puerto Rico Islanders        | 2 – 1 | LD Alajuelense | Juan Ramón Loubriel Stadium, Bayamon |
| 21:00 UTC-3           | Jagdeosingh 87' · Atieno 89' |       | Rodriguez 6'   | Árbitro: Trevor Taylor               |

## Chave 4
| 26 de agosto de 2008 | Cruz Azul                                          | 6 – 0 | Hankook Verdes | Estádio Azul, Cidade do México         |
| 23:00 UTC-3          | Torrado 17' · Andrade 19' 72' · Orozco 39' 67' 87' |       |                | Público: 5,000 Árbitro: Luis Rodríguez |

| 3 de setembro de 2008 | Hankook Verdes | 0 – 6 | Cruz Azul                                                   | Norman Broaster Stadium, San Ignacio |
| 21:00 UTC-3           |                |       | Orozco 17' 40' · Sabah 37' · Villaluz 50' · Vigneri 70' 84' | Público: 500 Árbitro: José Guerrero  |

## Chave 5
| 28 de agosto de 2008 | Harbour View | X – X | UNAM Pumas | Harbour View Stadium, Kingston |
| 22:00 UTC-3          |              |       |            |                                |

| 5 de setembro de 2008 | UNAM Pumas                     | 3 – 0 | Harbour View | Estádio Olímpico Universitário, Cidade do México |
| 1:00 UTC-3            | Palencia 65' 92' · Chiapas 89' |       |              | Público: 10,000 Árbitro: Ricardo Salazar         |

## Chave 6
| 26 de agosto de 2008 | Tauro            | 2 – 0 | Chivas USA | Estádio Giancarlo Gronchi, Cidade do Panamá |
| 21:00 UTC-3          | E.Aguilar 6' 68' |       |            | Público: 500 Árbitro: Elmar Rodas           |

| 4 de setembro de 2008 | Chivas USA | 1 – 1 | Tauro      | Home Depot Center, Carson                |
| 22:00 UTC-4           | Nurse 42'  |       | Moreno 62' | Público: 1,821 Árbitro: Mauricio Navarro |

## Chave 7
| 27 de agosto de 2008 | Montreal Impact | 1 – 0 | Real Esteli | Stade Saputo, Montreal                 |
| 21:00 UTC-3          | Gjertsen 42'    |       |             | Público: 13,034 Árbitro: Dave Peterkin |

| 2 de setembro de 2008 | Real Esteli | 0 – 0 | Montreal Impact | Estádio Carlos Miranda, Comayagua      |
| 23:00 UTC-3           |             |       |                 | Público: 1,000 Árbitro: Ricardo Cerdas |

## Chave 8
| 27 de agosto de 2008 | Metapán                   | 2 – 2 | Marathón                        | Estádio Jorge Calero Suarez, Metapán    |
| 1:00 UTC-3           | M.Aguillar 1' · Reyes 61' |       | Alvarado 13' (GC) · Acevedo 50' | Público: 1,500 Árbitro: Edgar Rodríguez |

| 4 de setembro de 2008 | Marathón               | 2 – 1 | Metapán     | Estádio Olimpico Metropolitano, San Pedro Sula |
| 1:00 UTC-3            | Garcia 26' · Meija 47' |       | Garcete 10' | Público: 2,529 Árbitro: Paul Delgadillo        |

## Grupo A
| Pos | Time               | Pts | J | V | E | D | GP | GC | SG |
| --- | ------------------ | --- | - | - | - | - | -- | -- | -- |
| 1   | Marathón           | 13  | 6 | 4 | 1 | 1 | 12 | 5  | +7 |
| 2   | Cruz Azul          | 10  | 6 | 3 | 1 | 2 | 8  | 4  | +4 |
| 3   | Deportivo Saprissa | 10  | 5 | 3 | 1 | 2 | 7  | 9  | -2 |
| 4   | D.C. United        | 1   | 6 | 0 | 1 | 5 | 4  | 13 | -9 |

Todas as partidas estão no horário de Brasília (UTC-3).
| 16 de Setembro, 2008 20:00 | D.C. United  | 0 – 2 | Deportivo Saprissa               | RFK Stadium, Washington, DC             |
|                            | McTavish 35' |       | Walter Centeno 32' · Arrieta 52' | Público: 6,105 Árbitro: Marco Rodríguez |

| 17 de Setembro, 2008 22:00 | Marathón              | 2 – 0 | Cruz Azul | Estadio Olimpico Metropolitano, San Pedro Sula |
|                            | Meija 34' · Beata 55' |       |           | Público: 6,540 Árbitro: Walter López           |

| 23 de Setembro, 2008 23:00 | Cruz Azul                                            | 4 – 0 | Deportivo Saprissa | Estádio Azul, Cidade do México       |
|                            | Sabah 24' · Torrado 55' · Zeballos 61' · Riveros 67' |       |                    | Público: 6,500 Árbitro: Terry Vaughn |

| 24 de Setembro, 2008 22:00 | Marathón                | 2 – 0 | D.C. United | Estadio Olimpico Metropolitano, San Pedro Sula |
|                            | Nunez 67' · Furtado 83' |       |             | Público: 8,000 Árbitro: Walter Quesada         |

| 30 de Setembro, 2008 22:00 | Deportivo Saprissa       | 2 – 1 | Marathón             | Estádio Ricardo Saprissa, San José   |
|                            | Borges 69' · Alpizar 85' |       | Mílton Núñez 51' (P) | Público: 6,000 Árbitro: Jair Marrufo |

| 1 de Outubro, 2008 20:00 | D.C. United | 0 – 1 | Cruz Azul    | RFK Stadium, Washington, DC       |
|                          |             |       | Zeballos 56' | Público: 7,214 Árbitro: Paul Ward |

| 7 de Outubro, 2008 20:00 | Cruz Azul  | 1 – 1 | Marathón    | Estádio Azul, Cidade do México         |
|                          | Orozco 14' |       | Norales 87' | Público: 4,926 Árbitro: Carlos Bastres |

| 9 de Outubro, 2008 22:00 | Deportivo Saprissa         | 2 – 2 | D.C. United              | Estádio Ricardo Saprissa, San José        |
|                          | Arrieta 80' · Elizondo 85' |       | Doe 7' · Dyachenko 90+2' | Público: 10,000 Árbitro: German Arredondo |

| 21 de Outubro, 2008 22:00 | Cruz Azul                  | 2 – 0 | D.C. United            | Estádio Azul, Cidade do México         |
|                           | Vigneri 37' · Zeballos 89' |       | Thorpe 31' Crayton 90' | Público: 4,265 Árbitro: Roberto Moreno |

| 5 de Novembro, 2008 23:00 | Marathón               | 2 – 0 | Deportivo Saprissa | Estadio Olimpico Metropolitano, San Pedro Sula |
|                           | Chávez 11' · Núñez 75' |       |                    | Público: 2,915 Árbitro: Roberto Moreno         |

| 29 de Outubro, 2008 20:00 | D.C. United                          | 2 – 4 | Marathón                                            | RFK Stadium, Washington, DC              |
|                           | Doe 10' · Janicki 61' · Quaranta 45' |       | Martínez 31' · Berríos 46' · Núñez 53' · Chávez 68' | Público: 7,156 Árbitro: Benito Archundia |

| 29 de Outubro, 2008 20:00 | Deportivo Saprissa | 1 – 0 | Cruz Azul | Estádio Ricardo Saprissa, San José       |
|                           | Alpízar 61'        |       | Bonet 42' | Público: 12,800 Árbitro: Ricardo Salazar |

## Grupo B
| Pos | Time           | Pts | J | V | E | D | GP | GC | SG  |
| --- | -------------- | --- | - | - | - | - | -- | -- | --- |
| 1   | UNAM Pumas     | 12  | 6 | 3 | 3 | 0 | 18 | 7  | +11 |
| 2   | Houston Dynamo | 9   | 6 | 2 | 3 | 1 | 9  | 9  | 0   |
| 3   | L.A. Firpo     | 8   | 6 | 2 | 2 | 2 | 6  | 8  | -2  |
| 4   | San Francisco  | 2   | 6 | 0 | 2 | 4 | 4  | 13 | -9  |

Todas as partidas estão no horário de Brasília (UTC-3).
| 16 de Setembro, 2008 22:00 | San Francisco           | 1 – 1 | UNAM Pumas                           | Estadio Nacional de Panamá, Cidade do Panamá |
|                            | Zapata 42' · Rivera 78' |       | Espinoza 8' · Bravo 45' · Patiño 55' | Público: 7,000 Árbitro: Joel Aguilar         |

| 29 de Outubro, 2008 00:00 | Houston Dynamo           | 1 – 0 | L.A. Firpo   | Robertson Stadium, Houston |
|                           | Ching 12' · Robinson 82' |       | Calderón 90' | Árbitro: Roberto Garcia    |

| 23 de Setembro, 2008 20:00 | San Francisco | 0 – 0 | Houston Dynamo | Estadio Nacional de Panamá, Cidade do Panamá |
|                            |               |       |                | Público: 3,400 Árbitro: Geoffrey Hospedales  |

| 24 de Setembro, 2008 22:00 | UNAM Pumas                       | 3 – 0 | L.A. Firpo | Estádio Olímpico Universitário, Cidade do México |
|                            | D.Cabrera 11' 37' · O.Pineda 35' |       |            | Público: 8,205 Árbitro: Baldomero Toledo         |

| 30 de Setembro, 2008 22:00 | UNAM Pumas                                                        | 4 – 4 | Houston Dynamo                     | Estádio Olímpico Universitário, Cidade do México |
|                            | Dante López 19' · E.Juárez 27' · Palencia 42' · Darío Verón 45+2' |       | Waibel 4' 51' · Kamara 16' 34' (P) | Público: 9,179 Árbitro: Walter Quesada           |

| 1 de Outubro, 2008 21:00 | L.A. Firpo                   | 1 – 0 | San Francisco | Estádio Sérgio Torres, Usulután       |
|                          | Medrano 5' · Ramón Ávila 90' |       |               | Público: 426 Árbitro: Marco Rodríguez |

| 7 de Outubro, 2008 22:00 | Houston Dynamo                   | 2 – 1 | San Francisco | Robertson Stadium, Houston               |
|                          | Wondolowski 13' · De Rosario 88' |       | Pérez 47'     | Público: 4,178 Árbitro: Benito Archundia |

| 9 de Outubro, 2008 21:00 | L.A. Firpo          | 1 – 1 | UNAM Pumas     | Estádio Sérgio Torres, Usulután        |
|                          | Quintanilla 52' 89' |       | Omar Bravo 55' | Público: 1,509 Árbitro: Ricardo Zelaya |

| 22 de Outubro, 2008 20:00 | San Francisco           | 2 – 3 | L.A. Firpo                              | Estadio Nacional de Panamá, Cidade do Panamá |
|                           | Perez 38' · Jiménez 83' |       | Alas 44' · Sanchas 49' · Leguizamon 52' | Público: 300 Árbitro: Jair Marrufo           |

| 22 de Outubro, 2008 22:00 | Houston Dynamo          | 1 – 3 | UNAM Pumas                                      | Robertson Stadium, Houston          |
|                           | Marko Palacios 39' (GC) |       | Cacho 19' (P) · Pineda 30' · Marko Palacios 69' | Público: 8,741 Árbitro: Neal Brizan |

| 29 de Outubro, 2008 00:00 | L.A. Firpo     | 1 – 1 | Houston Dynamo | Estádio Sérgio Torres, Usulután     |
|                           | Leguizamon 87' |       | Holden 16'     | Público: 3,000 Árbitro: Jorge Gasso |

| 30 de Outubro, 2008 00:00 | UNAM Pumas                                                           | 6 – 0 | San Francisco | Estádio Olímpico Universitário, Cidade do México |
|                           | Palencia 29' 54' · Bravo 41' · Toledo 48' · Cortés 60' · Santana 72' |       |               | Árbitro: Terry Vaughn                            |

## Grupo C
| Pos | Time            | Pts | J | V | E | D | GP | GC | SG  |
| --- | --------------- | --- | - | - | - | - | -- | -- | --- |
| 1   | Montreal Impact | 11  | 6 | 3 | 2 | 1 | 10 | 5  | +5  |
| 2   | Atlante         | 11  | 6 | 3 | 2 | 1 | 6  | 3  | +3  |
| 3   | Olimpia         | 8   | 6 | 2 | 2 | 2 | 10 | 6  | +4  |
| 4   | Joe Public      | 3   | 6 | 1 | 0 | 5 | 3  | 15 | -12 |

Todas as partidas estão no horário de Brasília (UTC-3).
| 17 de Setembro, 2008 21:00 | Montreal Impact            | 2 – 0 | Joe Public | Stade Saputo, Montreal               |
|                            | Pesoli 14' · Donatelli 47' |       |            | Público: 7,631 Árbitro: Jair Marrufo |

| 18 de Setembro, 2008 22:00 | Atlante   | 1 – 0 | Olimpia | Estádio Azteca, Cidade do México   |
|                            | Muñoz 27' |       |         | Público: 13,000 Árbitro: Paul Ward |

| 24 de Setembro, 2008 21:00 | Montreal Impact | 0 – 0 | Atlante | Stade Saputo, Montreal                     |
|                            |                 |       |         | Público: 12,187 Árbitro: Courtney Campbell |

| 24 de Setembro, 2008 21:00 | Joe Public     | 1 – 3 | Olimpia                      | Estádio Marvin Lee, Macoya           |
|                            | Richardson 77' |       | Bruschi 32' 76' · Thomas 60' | Público: 847 Árbitro: Antonius Pinas |

| 1 de Outubro, 2008 21:00 | Olimpia                      | 1 – 2 | Montreal Impact  | Estádio Tiburcio Carías Andino, Tegucigalpa |
|                          | Turcios 33' 88' · García 90' |       | Brown 3' 72' (P) | Público: 7,224 Árbitro: Elmer Bonilla       |

| 2 de Outubro, 2008 22:00 | Atlante | 0 – 1 | Joe Public | Estádio Azteca, Cidade do México       |
|                          |         |       | Nelson 56' | Público: 13,000 Árbitro: Carlos Batres |

| 8 de Outubro, 2008 21:00 | Joe Public | 1 – 4 | Montreal Impact                               | Estádio Marvin Lee, Macoya                |
|                          | Noray 9'   |       | Placentino 5' · Donatelli 12' 79' · Byers 42' | Público: 2,000 Árbitro: Enrico Wijngaarde |

| 8 de Outubro, 2008 21:00 | Olimpia    | 1 – 1 | Atlante   | Estádio Tiburcio Carías Andino, Tegucigalpa |
|                          | Castro 83' |       | Vilar 38' | Público: 3,200 Árbitro: Mark Geiger         |

| 21 de Outubro, 2008 21:00 | Montreal Impact | 1 – 1 | Olimpia       | Stade Saputo, Montreal                   |
|                           | Brown 40'       |       | Bruschi 45+1' | Público: 8,961 Árbitro: Benito Archundia |

| 21 de Outubro, 2008 21:00 | Joe Public | 0 – 2 | Atlante                  | Estádio Marvin Lee, Macoya             |
|                           |            |       | Valadez 6' · Pereyra 53' | Público: 400 Árbitro: Baldomero Toledo |

| 28 de Outubro, 2008 19:00 | Olimpia                                  | 4 – 0 | Joe Public | Estádio Tiburcio Carías Andino, Tegucigalpa |
|                           | Kardeck 26' 38' · Garcia 72' · Silva 85' |       | Powers 84' | Árbitro: Walter López                       |

| 28 de Outubro, 2008 21:00 | Atlante                  | 2 – 1 | Montreal Impact | Estádio Azteca, Cidade do México |
|                           | Ovalle 13' · Pereyra 83' |       | Gjertsen 4'     | Árbitro: Joel Aguilar            |

## Grupo D
| Pos | Time                  | Pts | J | V | E | D | GP | GC | SG |
| --- | --------------------- | --- | - | - | - | - | -- | -- | -- |
| 1   | Santos Laguna         | 10  | 6 | 3 | 1 | 2 | 14 | 11 | +3 |
| 2   | Puerto Rico Islanders | 8   | 6 | 2 | 2 | 2 | 9  | 10 | -1 |
| 3   | Tauro                 | 8   | 6 | 2 | 2 | 2 | 9  | 10 | -1 |
| 4   | CSD Municipal         | 6   | 6 | 1 | 3 | 2 | 12 | 13 | -1 |

Todas as partidas estão no horário de Brasília (UTC-3).
| 16 de Setembro, 2008 21:00 | Puerto Rico Islanders | 2 – 1 | Tauro       | Estádio Juan Ramón Loubriel, Bayamón     |
|                            | Villegas 12' 27'      |       | Aguilar 59' | Público: 3,500 Árbitro: Benito Archundia |

| 17 de Setembro, 2008 20:00 | Santos Laguna                        | 3 – 2 | CSD Municipal             | Estádio Corona, Torreón                |
|                            | Torres 10' · Benítez 32' · Vuoso 90' |       | Ramirez 47' · Acevedo 83' | Público: 8,000 Árbitro: Roberto Moreno |

| 23 de Setembro, 2008 21:00 | Puerto Rico Islanders                         | 3 – 1 | Santos Laguna             | Estádio Juan Ramón Loubriel, Bayamón |
|                            | Santiago 15' (GC) · Delgado 38' · Miranda 49' |       | Herrera 70' · Peralta 72' | Público: 10,112 Árbitro: Mark Geiger |

| 25 de Setembro, 2008 20:00 | Tauro         | 2 – 1 | CSD Municipal   | Estádio Giancarlo Gronchi, Cidade do Panamá |
|                            | Hay 47' 90+6' |       | G.Ramírez 45+2' | Árbitro: Neal Brizan                        |

| 1 de Outubro, 2008 21:00 | CSD Municipal                       | 2 – 2 | Puerto Rico Islanders | Estádio Mateo Flores, Cidade da Guatemala |
|                          | Carlos Leguizamón 79' · Plata 90+1' |       | Noël 9' · Gbandi 90'  | Público: 3,000 Árbitro: Roberto García    |

| 2 de Outubro, 2008 20:00 | Tauro                            | 2 – 0 | Santos Laguna | Estádio Giancarlo Gronchi, Cidade do Panamá |
|                          | Pariss 43' · Hay 44' · Rojas 57' |       | Santiago 50'  | Público: 1,500 Árbitro: Baldomero Toledo    |

| 8 de Outubro, 2008 20:00 | Santos Laguna                             | 3 – 0 | Puerto Rico Islanders | Estádio Corona, Torreón              |
|                          | Peralta 30' · Hernandez 54' · Herrera 70' |       | Hansen 61'            | Público: 12,000 Árbitro: Joel Aguila |

| 8 de Outubro, 2008 21:00 | CSD Municipal           | 2 – 2 | Tauro                     | Estádio Mateo Flores, Cidade da Guatemala |
|                          | Plata 16' · Acevedo 90' |       | Escobar 57' · Aguilar 60' | Público: 1,000 Árbitro: Marco Rodríguez   |

| 22 de Outubro, 2008 22:00 | Santos Laguna                                       | 3 – 0 | Tauro | Estádio Corona, Torreón                |
|                           | Benítez 11' 27' · Torres 53' · Vuoso 43' · Soto 86' |       |       | Público: 16,000 Árbitro: Carlos Batres |

| 23 de Outubro, 2008 22:00 | Puerto Rico Islanders | 0 – 1 | CSD Municipal | Estádio Juan Ramón Loubriel, Bayamón        |
|                           |                       |       | Acevedo 86'   | Público: 7,500 Árbitro: Geoffrey Hospedales |

| 29 de Outubro, 2008 22:00 | Tauro           | 2 – 2 | Puerto Rico Islanders           | Estádio Giancarlo Gronchi, Cidade do Panamá |
|                           | Hay 42' (p) 84' |       | Telesford 15' · Jagdeosingh 38' | Público: 1,500 Árbitro: Germán Redondo      |

| 31 de Outubro, 2008 00:00 | CSD Municipal                                  | 4 – 4 | Santos Laguna                             | Estádio Mateo Flores, Cidade da Guatemala |
|                           | Ramírez 38' (P) 64' (P) 90+5' · Leguizamón 71' |       | Herrera 10' 47' (P) 57' (P) · Peralta 74' | Árbitro: Walter Quesada                   |

## Fase Final
|  | Quartas de final | Quartas de final      | Quartas de final | Quartas de final |                 |                       | Semifinais | Semifinais | Semifinais |  |           | Final | Final | Final |
|  |                  |                       |                  |                  |                 |                       |            |            |            |  |           |       |       |       |
|  | Porto Rico       | Puerto Rico Islanders | 2                | 1                |                 |                       |            |            |            |  |           |       |       |       |
|  | Honduras         | Marathón              | 1                | 0                |                 |                       |            |            |            |  |           |       |       |       |
|  | Honduras         | Marathón              | 1                | 0                |                 | Puerto Rico Islanders | 2          | 1 (2)      |            |  |           |       |       |       |
|  |                  |                       |                  |                  |                 | Puerto Rico Islanders | 2          | 1 (2)      |            |  |           |       |       |       |
|  |                  | Cruz Azul             | 0                | 3 (4)            |                 |                       |            |            |            |  |           |       |       |       |
|  | México           | Cruz Azul             | 0                | 3 (4)            | Cruz Azul       | 1                     | 1          |            |            |  |           |       |       |       |
|  | México           |                       |                  |                  | Cruz Azul       | 1                     | 1          |            |            |  |           |       |       |       |
|  | México           | UNAM Pumas            | 0                | 0                |                 |                       |            |            |            |  |           |       |       |       |
|  | México           | UNAM Pumas            | 0                | 0                |                 |                       |            |            |            |  | Cruz Azul | 0     | 0     |       |
|  |                  |                       |                  |                  |                 |                       |            |            |            |  | Cruz Azul | 0     | 0     |       |
|  |                  | Atlante               | 2                | 0                |                 |                       |            |            |            |  |           |       |       |       |
|  | Canadá           | Atlante               | 2                | 0                | Montreal Impact | 2                     | 2          |            |            |  |           |       |       |       |
|  | Canadá           |                       |                  |                  | Montreal Impact | 2                     | 2          |            |            |  |           |       |       |       |
|  | México           | Santos Laguna         | 0                | 5                |                 |                       |            |            |            |  |           |       |       |       |
|  | México           | Santos Laguna         | 0                | 5                |                 | Santos Laguna         | 2          | 1          |            |  |           |       |       |       |
|  |                  |                       |                  |                  |                 | Santos Laguna         | 2          | 1          |            |  |           |       |       |       |
|  |                  | Atlante               | 1                | 3                |                 |                       |            |            |            |  |           |       |       |       |
|  | Estados Unidos   | Atlante               | 1                | 3                | Houston Dynamo  | 1                     | 0          |            |            |  |           |       |       |       |
|  | Estados Unidos   |                       |                  |                  | Houston Dynamo  | 1                     | 0          |            |            |  |           |       |       |       |
|  | México           | Atlante               | 1                | 3                |                 |                       |            |            |            |  |           |       |       |       |
|  | México           | Atlante               | 1                | 3                |                 |                       |            |            |            |  |           |       |       |       |

## Quartas-de-Final

### Partidas de Ida
| 24 de Fevereiro, 2009 22:00 | Houston Dynamo | 1 – 1 | Atlante     | Robertson Stadium, Houston           |
|                             | Boswel 34'     |       | Pereyra 82' | Público: 10,203 Árbitro: Neal Brizan |

| 25 de Fevereiro, 2009 22:00 | Montreal Impact | 2 – 0 | Santos Laguna | Stade Saputo, Montreal                |
|                             | Sebrango 5' 76' |       |               | Público: 55,571 Árbitro: Terry Vaughn |

| 26 de Fevereiro, 2009 00:00 | Cruz Azul | 1 – 0 | UNAM Pumas | Estádio Azul, Cidade do México          |
|                             | Lozano 5' |       |            | Público: 12,000 Árbitro: Walter Quesada |

| 26 de Fevereiro, 2009 22:00 | Puerto Rico Islanders         | 2 – 1 | Marathón     | Estádio Juan Ramón Loubriel, Bayamón |
|                             | Addlery 76' · Jagdeosingh 81' |       | Palacios 41' | Árbitro: Courtney Campbell           |

### Partidas de Volta
| 4 de Março, 2009 00:00 | Atlante                                   | 3 – 0 | Houston Dynamo | Estadio Andrés Quintana Roo, Cancún |
|                        | Navarro 23' · Márquez 36' · Maldonado 90' |       |                |                                     |

| 4 de Março, 2009 22:00 | Marathón | 0 – 1 | Puerto Rico Islanders | Estadio Olímpico Metropolitano, San Pedro Sula |
|                        |          |       | Addlery 91'           |                                                |

| 5 de Março, 2009 00:00 | UNAM Pumas | 0 – 1 | Cruz Azul   | Estádio Olímpico Universitário, Cidade do México |
|                        |            |       | Riveros 86' |                                                  |

| 6 de Março, 2009 00:00 | Santos Laguna                                      | 5 – 2 | Montreal Impact          | Corona, Torreón         |
|                        | Benitez 16' · Vuoso 54' 74' · Quintero 90+3' 90+5' |       | Brown 24' · Sebrango 38' | Árbitro: Roberto Moreno |

## Semi-Final

### Partidas de Ida
|  | Puerto Rico Islanders   | 2 – 0 | Cruz Azul | Estadio Juan Ramón Loubriel, Bayamón |
|  | Hansen 4' · Addlery 36' |       |           | Público: 12,751 Árbitro: Neal Brizan |

|  | Santos Laguna              | 2 – 1 | Atlante     | Corona, Torreón                        |
|  | Quintero 5' · Quintero 74' |       | Pereyra 34' | Público: 7,500 Árbitro: Walter Quesada |

### Partidas de Volta
| 7 de Abril de 2009 23:00 | Cruz Azul                                              | 3 - 1 (Após Prorrogação) | Puerto Rico Islanders | Azul, Cidade do México |
|                          | Riveros 32' · Zeballos 44' · Orozco 84' · Villaluz 99' |                          | Gbandi 92'            | Árbitro: Paul Ward     |

|                                      |       | Penalidades                        |  |
| Zeballos Andrade Torrado Lugo Orozco | 4 – 2 | Arrieta Delgado Jagdeosingh Krause |  |

| 8 de Abril de 2009 23:00 | Atlante                                                               | 3 - 1 | Santos Laguna             | Estadio Andrés Quintana Roo, Cancún |
|                          | Rey 41' · G.Maldonado 73' 90' · Márquez 90+4' (pen.) · Martínez 90+5' |       | Vuoso 67' · Rodríguez 90' |                                     |

### Final
| 22 de Abril de 2009 7:00 | Cruz Azul | 0 - 2 | Atlante                | Azul, Cidade do México           |
|                          |           |       | Navarro 16' · Bermúdez | Árbitro: Marco Antonio Rodríguez |

| 12 de Maio de 2009 7:00 | Atlante | 0 - 0 | Cruz Azul | Estadio Andrés Quintana Roo, Cancún |
|                         |         |       |           | Árbitro: Benito Archundia           |